# Горинька (притока Горині)
Го́ринька (Горинка) — річка (IV-го порядку) у західній Україні, в межах Кременецького району Тернопільської області. Ліва притока Горині (басейн Прип'яті).

## Географія
Починається з джерел на південно-західній околиці села Горинка, Кременецького району, Тернопільської області. Тече у східному — південно-східному напрямку територією Кременецького району  і впадає в річку Горинь у селі Юськівці, . 
Довжина — 32 км. Площа басейну — 115 км². Похил річки — 1,6 м/км. Долина трапецеподібна, завширшки до 2 км. Заплава двобічна, завширшки до 500 м, місцями заболочена. Річище звивисте, завширшки 2—5 м. Воду частково використовують для сільськогосподарських та побутових потреб.

## Живлення
Живлення переважно снігове і дощове, частково за рахунок підземних вод. Льодостав від кінця листопада — середини грудня до початку березня. У верхній та середній течії річище зарегульоване кількома ставками.

## Населені пункти
На річці розташовані села Горинка, Кушлин, Іванківці, Підгайці, Кудлаївка, Піщатинці, Матвіївці , Гриньківці, Якимівці, Юськівці.